# King Piccolo
King Piccolo (jap:Pikkoro Daimaō, hr:Kralj Piccolo) je zla polovica zaštitnika zemlje Kamija. Nastao je kada je Kami, tada još bezimeni Namekian odbacio svoju zlu stranu kako bi postao zaštitnik zemlje/Bog, ta negativna energija poprimila je fizički oblik i nastao je Kralj Piccolo. Kralj Piccolo je utjelovljenje čistoga zla i jedina svrha postojanja mu je uništiti čovječanstvo i zemlju. Za njegovog prvog pokušaja uništavanja čovječanstva zaustavio ga je Master Mutaito. Koji ga je pomoću posebne tehnike zarobio u električnu posudu.
Nekoliko desetljeća kasnije Pilaf pronalazi posudu i pušta ga van. Nakon čega Kralj Piccolo kreće u još jedan pokušaj uništavanja čovječanstva. Za vrijeme drugog pokušaja mnogi bivaju ubijeni, među kojima su Master Roshi, Krillin, Choutz, Tien i Goku.
Kralj Piccolo za vrijeme drugog pokušaja uspjeva skupiti svih sedam Zmajevih Kugli, nakon čega od zmaja traži da mu vrati mladost. Zmaj mu ispunjava želju nakon čega Kralj Piccolo postaje još jači, na kraju ubija zmaja kako bi bio siguran da ga nitko neće koristiti protiv njega. Sada kada je povratio svu snagu proglašava se gospodarem svijeta. Prvo što je napravio uveo je nove zakone po kojima dozvoljava sve vrste kriminala i pušta sve kriminalce iz zatvora. Na kraju ga pobjeđuje Goku. Prije smrti Kralj Piccolo se reinkarnira tako što izbacuje jaje iz sebe u kojem se nalazi njegov sina/reinkarnacija Piccolo, od kojega traži osvetu za svoju smrt.